# Alceu Rodrigues Simoni Filho
Alceu Rodrigues Simoni Filho (* 7. Mai 1984 in Diadema), auch als Alceu bekannt, ist ein ehemaliger brasilianischer Fußballspieler, der vor allem im defensiven Mittelfeld eingesetzt wurde. Zuletzt spielte er bei Marília Atlético Clube.

## Karriere
Alceu begann seine Karriere beim SE Palmeiras, wo er bis 2006 unter Vertrag stand. Von 2006 bis 2012 stand er bei den Vereinen Kashiwa Reysol, Hokkaido Consadole Sapporo, Náutico Capibaribe, São Carlos FC, Grêmio Barueri, sowie Remo unter Vertrag, teilweise auch mehrfach. In den Jahren von 2015 bis 2017 spielte er bei Montedio Yamagata.
Von Juni 2017 bis Januar 2018 stand er, nach 2012 und 2014 bis 2015 zum dritten Mal, bei Marília AC unter Vertrag. Danach beendete er seine Karriere.